# Tony Allen
Tony Oladipo Allen (Lagos, 12 augustus 1940 – Parijs, 30 april 2020) was een Nigeriaans muzikant.

## Discografie

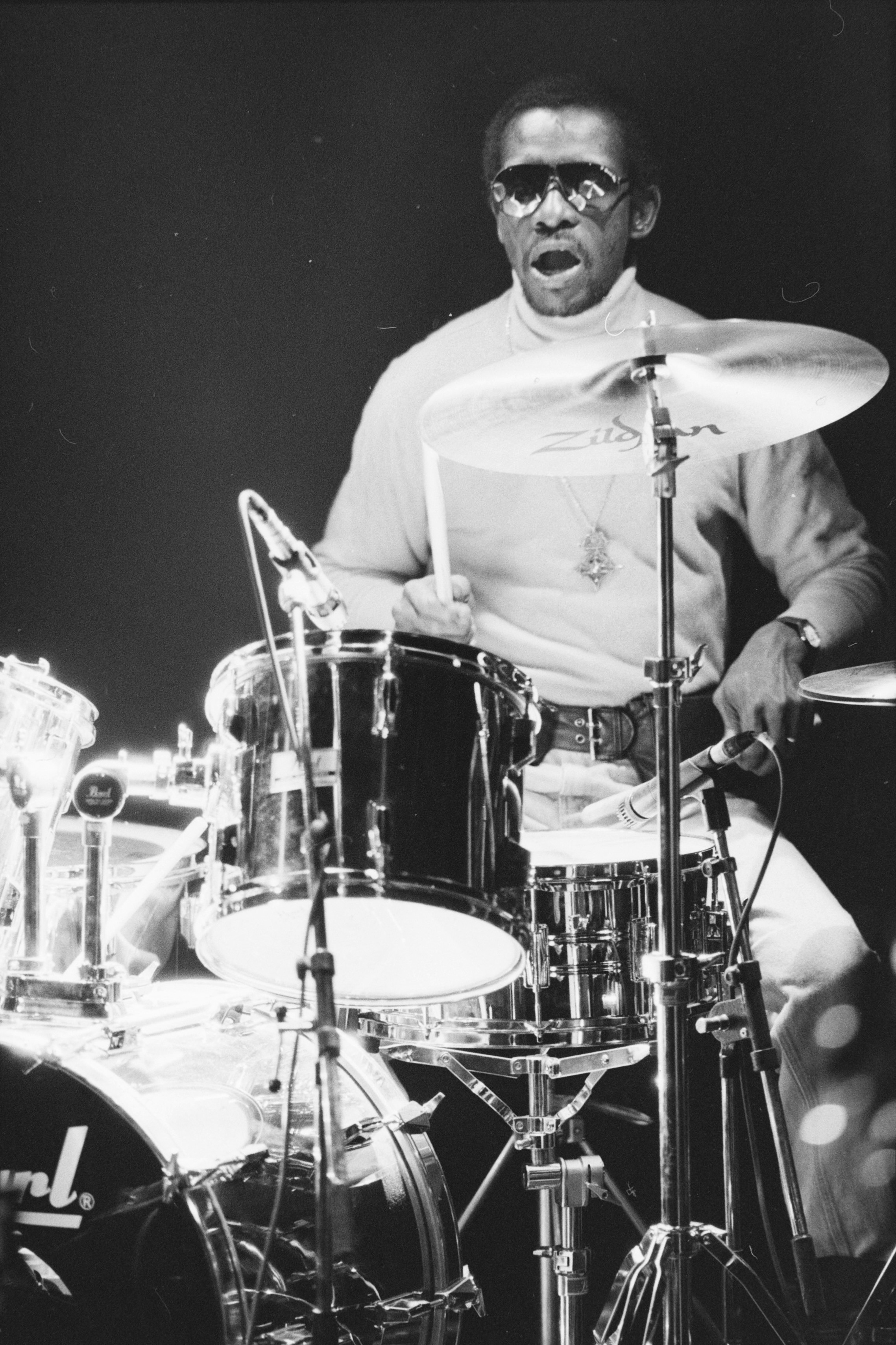
Allen in het Patronaat (1988)

| Jaar | Titel                                                   | Artiest                              | Label         |
| ---- | ------------------------------------------------------- | ------------------------------------ | ------------- |
| 1969 | Koola Lobitos (64-68) / The 69' Los Angeles Sessions    | Fela Ransome Kuti                    | Barclay       |
| 1970 | Fela’s London Scene                                     | Fela Ransome Kuti                    | Barclay       |
| 1971 | Live !                                                  | Fela Ransome Kuti                    | Barclay       |
| 1971 | Open & Close                                            | Fela Ransome Kuti                    | Barclay       |
| 1972 | Roforofo Fight                                          | Fela Ransome Kuti                    | Barclay       |
| 1972 | Shakara                                                 | Fela Ransome Kuti                    | Barclay       |
| 1973 | Afrodisiac                                              | Fela Ransome Kuti                    | Barclay       |
| 1973 | Gentlemen                                               | Fela Ransome Kuti                    | Barclay       |
| 1974 | Confusion                                               | Fela Ransome Kuti                    | Barclay       |
| 1974 | He Miss Road                                            | Fela Ransome Kuti                    | Barclay       |
| 1975 | Jealousy                                                | Tony Allen                           | Strut         |
| 1975 | Alagbon Close                                           | Fela Ransome Kuti                    | Barclay       |
| 1975 | Everything Scatter                                      | Fela Ransome Kuti                    | Barclay       |
| 1975 | Excuse O                                                | Fela Ransome Kuti                    | Barclay       |
| 1975 | Expensive Shit                                          | Fela Ransome Kuti                    | Barclay       |
| 1975 | Monkey Banana                                           | Fela Ransome Kuti                    | Barclay       |
| 1975 | Noise For Vendor Mouth                                  | Fela Ransome Kuti                    | Barclay       |
| 1976 | Ikoyi Blindness                                         | Fela Anikulapo Kuti                  | Barclay       |
| 1976 | Kalakuta Show                                           | Fela Anikulapo Kuti                  | Barclay       |
| 1976 | Na Poi                                                  | Fela Anikulapo Kuti                  | Barclay       |
| 1976 | Unnecessary Begging                                     | Fela Anikulapo Kuti                  | Barclay       |
| 1976 | Upside Down                                             | Fela Anikulapo Kuti                  | Barclay       |
| 1976 | Yellow Fever                                            | Fela Anikulapo Kuti                  | Barclay       |
| 1977 | Progress                                                | Tony Allen                           | Strut         |
| 1977 | Fear Not For Man                                        | Fela Anikulapo Kuti                  | Barclay       |
| 1977 | J.J.D – Live At Kalakuta Republik                       | Fela Anikulapo Kuti                  | Barclay       |
| 1977 | No Agreement                                            | Fela Anikulapo Kuti                  | Barclay       |
| 1977 | Opposite People                                         | Fela Anikulapo Kuti                  | Barclay       |
| 1977 | Sorrow Tears And Blood                                  | Fela Anikulapo Kuti                  | Barclay       |
| 1977 | Stalemate                                               | Fela Anikulapo Kuti                  | Barclay       |
| 1977 | Zombie                                                  | Fela Anikulapo Kuti                  | Barclay       |
| 1979 | No Accommodation For Lagos                              | Tony Allen                           | Strut         |
| 1979 | Unknown Soldier                                         | Fela Anikulapo Kuti                  | Barclay       |
| 1979 | V.I.P.                                                  | Fela Anikulapo Kuti                  | Barclay       |
| 1980 | No Discrimination                                       | Tony Allen                           | Strut         |
| 1980 | Music of Many Colours                                   | Fela Anikulapo Kuti / Roy Ayers      | Barclay       |
| 1986 | I Go Shout Plenty                                       | Fela Anikulapo Kuti                  | Afrodisia     |
| 1988 | Never Expect Power Always (aka N.E.P.A.)                | Tony Allen & Afrobeat 2000           | Moving Target |
| 1998 | Ariya                                                   | Tony Allen                           | Comet         |
| 1999 | Black Voices                                            | Tony Allen                           | Comet         |
| 1999 | Ariya (Remixes)                                         | Tony Allen                           | Comet         |
| 1999 | The Two Sides Of Fela – Jazz & Dance                    | Fela Anikulapo Kuti                  | Barclay       |
| 1999 | Racubah! – A Collection of Modern Afro Rhythms          | Various Artists                      | Comet         |
| 2000 | Black Voices Alternate take Featuring Mike 'clip' Payne | Tony Allen                           | Comet         |
| 2000 | Black Voices Remixed                                    | Tony Allen                           | Comet         |
| 2000 | Mountains Will Never Surrender                          | Doctor L                             | Jive          |
| 2000 | The Allenko Brotherhood Ensemble Part 1                 | Various Artists                      | Comet         |
| 2000 | The Allenko Brotherhood Ensemble Part 2                 | Various Artists                      | Comet         |
| 2000 | The Allenko Brotherhood Ensemble Part 3                 | Various Artists                      | Comet         |
| 2000 | Modern Answers To Old Problems                          | Ernest Ranglin                       | Telarc        |
| 2000 | Afrobeat…No Go Die !                                    | Various Artists                      | Shanachie     |
| 2001 | The Allenko Brotherhood Ensemble                        | Various Artists                      | Comet         |
| 2001 | The Allenko Brotherhood Ensemble Part 4                 | Various Artists                      | Comet         |
| 2001 | The Allenko Brotherhood Ensemble Part 5                 | Various Artists                      | Comet         |
| 2001 | The Allenko Brotherhood Ensemble Part 6                 | Various Artists                      | Comet         |
| 2002 | Homecooking                                             | Tony Allen                           | Comet         |
| 2002 | Every Season                                            | Tony Allen                           | Comet         |
| 2002 | Eager Hands & Restless Feet                             | Tony Allen                           | Wrasse        |
| 2004 | Awa Band                                                | Bababatteur                          | Ekosound      |
| 2004 | Live                                                    | Tony Allen                           | Comet         |
| 2006 | Lagos No Shaking                                        | Tony Allen                           | Astralwerks   |
| 2006 | To Give Is To Get                                       | Sofi Hellborg, Tony Allen & Timbuktu | Ajabu         |
| 2007 | The Good, The Bad & The Queen                           | The Good, the Bad & the Queen        | EMI           |
| 2007 | Kilode                                                  | Tony Allen                           | Honest Jons   |
| 2009 | Secret Agent                                            | Tony Allen                           | World Circuit |
| 2009 | Inspiration Information                                 | Jimi Tenor & Tony Allen              | Strut         |
| 2012 | Rocket Juice and The Moon                               | Rocketjuice And The Moon             | Honest Jon’s  |
| 2014 | Film Of Life                                            | Tony Allen                           | Jazz Village  |
| 2015 | Sounding Lines                                          | Moritz von Oswald Trio               | Honest Jon’s  |
| 2017 | The Source                                              | Tony Allen                           | Blue Note     |
| 2017 | A Tribute to Art Blakey [EP]                            | Tony Allen                           | Blue Note     |
| 2018 | Tomorrow Comes The Harvest                              | Tony Allen & Jeff Mills              | Blue Note     |
| 2020 | Rejoice                                                 | Tony Allen & Hugh Masekela           | World Circuit |

- Biblioteca Nacional de España: XX5381349
- Bibliothèque nationale de France: cb13927441x (data)
- Gemeinsame Normdatei: 135035880
- International Standard Name Identifier: 0000 0000 8002 2031
- Library of Congress Control Number: no2003027083
- MusicBrainz: ea524cc6-191a-4c05-ab88-3bb5c0880ca5
- Istituto Centrale per il Catalogo Unico: UBOV844212
- Système universitaire de documentation: 155147226
- Virtual International Authority File: 71580621
- WorldCat: E39PBJwmRkMWGXB8TRckpMmDbd